# Myotis adversus
Myotis adversus es una especie de murciélago de la familia de los Vespertilionidae. Se pueden encontrar en los siguientes países: Australia, Indonesia, Malasia, Papúa Nueva Guinea, Islas Salomón, Taiwán, Vanuatu y posiblemente en Vietnam.